# Menedék (spanyol film, 2017)
A  Menedék (eredeti cím: Marrowbone) 2017-ben bemutatott angol nyelvű spanyol horror-thriller, melynek rendezője és forgatókönyvírója Sergio G. Sánchez. A főszerepen George MacKay, Anya Taylor-Joy, Charlie Heaton, Mia Goth, Matthew Stagg, Kyle Soller, Nicola Harrison és Tom Fisher látható.
Először a 2017-es Torontói Nemzetközi Filmfesztiválon vetítették le, különleges előadás keretében. Spanyolországban 2017. október 27-én mutatta be a Universal Pictures. Magyarországon DVD formátumban jelent meg szinkronizálva.
A film általánosságban vegyes kritikákat kapott az értékelőktől, melynek eredményeképpen az átlag pontszáma 6,6 / 10 lett. A Metacritic oldalán a film értékelése 63% a 100-ból, ami 5 véleményen alapul. A Rotten Tomatoeson a Menedék 47%-os minősítést kapott, 45 értékelés alapján.

## Cselekménye
|  | Alább a cselekmény részletei következnek! |

A film 1969-ben játszódik.
Egy Rose nevezetű brit nő, elköltözik négy gyermekével Amerika vidékére, hogy új életet kezdhessenek abba a régi Marrowbone házba, ahol ő felnevelkedett. Érkezésük napján eldöntik, hogy a házat a saját nevük szerint lakják, és minden átélt emléket maguk mögött hagynak az új élet megkezdése érdekében. A dolgok jól indulnak, és hamar egy Allie nevű új barátot is találnak. Sajnálatos módon a hosszú utazás Rose egészségi állapotára ment. Nyár végére az egészsége egyre rosszabbá válik és meghal, így egyedül maradnak gyermekei; Jack (20), Jane (19), Billy (18) és Sam (5). Az anya utolsó pillanataiban a legidősebb fiú, Jack megígérte neki, hogy mindenkit együtt tart, és nem mondja el senkinek sem a halálát, amíg be nem tölti a 21. életévét, hogy törvényesen képes legyen gondozni a többieket.
Úgy tűnik, hogy a család sora jól megy, az anyagi vesztességben szenvedés ellenére, ám hat hónap elteltével egy váratlan titokzatos vendég látogatja meg őket. A film ezt követően a következő nyárra ugrik át, ahol a gyerekek mostanra egy romos házban laknak, és minden rejtett vagy fedett tükröt letakarva tartanak annak érdekében, hogy a tetőtérben lévő szellemtől megóvják magukat, amely nyilvánvalóan több hónapja elment, de félnek a visszatérésétől. Nem sokkal később, a gézengúz nevű háziállatukat (mosómedve) valami levadássza a padláson. Mostanában csak egyedül Jack látogatja a helyi várost. Süteményeket ad el az egyik boltosnak, hogy gondoskodjon minden szükségletükről. Udvarolni kezd Allie-nek, majd összejön vele. A meglehetősen nyugodt élet, amelyet megteremtettek, megszakad, amikor a város ügyvédje, Tom (aki szintén udvarol Allie-nek) megjelenik a házuknál, hogy az ingatlan átruházásával kapcsolatos megállapodást véglegesíteni tudhassa Rose számára. Ezt követően a férfi elkezd kíváncsiskodni. Jack nyomás alatt van, amikor a szellem egyszer csak visszatér, ekkor Tom gyanakodni kezd, hogy Jack hazudott neki, ezért megpróbálja zsarolni őket.
Tom 10 ezer fontot követel tőlük, hogy minél hamarabb elhagyhassa a várost. Jack a koponyasziklához rejti el naplóját Allie számára, hogy elolvashassa az eddig átélt életüket. A lány ledöbbenve megtudja, hogy az apjuk megölte Jack testvéreit a padláson. Ekkor nyilvánvalóvá válik, hogy a fiú skizofréniában szenvedve, végig képzelte testvérei jelenlétét az idők elteltével, valamint a tükröket letakargatta annak érdekében, hogy a saját világában élhessen, és ne lássa testvérei tükörképét. Közben, Tom betöri a padlás befalazott ajtaját egy kalapáccsal, és torkon szúrja az ott bujkáló apa. Allie közben megérkezik és rájön, hogy nincs egyedül, ezért Jack segítségéért kiált. Meghallva szerelme hangját, összeszedi erejét és egy pisztollyal a padlásra igyekszik, majd végez az apjával.
Allie segít a súlyos személyiségzavartól szenvedő Jacknek az élete javításában. Jack is folyamatosan próbálkozik, bár még mindig meg van győződve arról, hogy látja a testvéreit boldognak.
|  | Itt a vége a cselekmény részletezésének! |

## Szereplők
| Szerep                 | Színész         | Magyar hang     |
| ---------------------- | --------------- | --------------- |
| Jack Marrowbone        | George MacKay   | Jéger Zsombor   |
| Billy Marrowbone       | Charlie Heaton  | Miller Dávid    |
| Jane Marrowbone        | Mia Goth        | Laudon Andrea   |
| Sam Marrowbone         | Matthew Stagg   | Sándor Barnabás |
| Allie                  | Anya Taylor-Joy | Pánics Lilla    |
| Tom                    | Kyle Soller     | Rajkai Zoltán   |
| Rose Marrowbone (anya) | Nicola Harrison | Kiss Virág      |
| Simon Fairbairn (apa)  | Tom Fisher      | Törköly Levente |
| Doktor                 | Paul Jesson     | Kajtár Róbert   |